# Eleonora Magdalena de Neuburg
Eleonora Magdalena de Neuburg, în germană Eleonore Magdalene Therese (n. 6 ianuarie 1655, Düsseldorf, Germania – d. 19 ianuarie 1720, Viena, Monarhia Habsburgică) a fost împărăteasă a Sfântului Imperiu Roman prin căsătoria cu împăratul Leopold I. A fost de asemenea regină a Boemiei și Ungariei, arhiducesă de Austria etc. 
Încoronarea ei ca împărăteasă a avut loc în data de 19 ianuarie 1690 în Catedrala din Augsburg.
În 1711 a devenit regentă. A fost bunica paternă a împărătesei Maria Terezia.